# Hans-Martinsteinen
Der Hans-Martinsteinen ist ein isolierter Nunatak im ostantarktischen Königin-Maud-Land. In der Orvinfjella ragt er 5 km südlich der Henriksenskjera auf.
Norwegische Kartographen, die den Nunatak auch benannten, kartierten ihn anhand von Vermessungen und Luftaufnahmen der Dritten Norwegischen Antarktisexpedition (1956–1960). Namensgeber ist Hans-Martin Henriksen, meteorologischer Assistent bei dieser Forschungsreise zwischen 1956 und 1958.